# Xoxocotla, Veracruz
Xoxocotla är en ort i Mexiko.   Den ligger i kommunen Xoxocotla och delstaten Veracruz, i den sydöstra delen av landet, 230 km öster om huvudstaden Mexico City. Xoxocotla ligger 2 125 meter över havet och antalet invånare är 4 641.
Terrängen runt Xoxocotla är huvudsakligen kuperad. Xoxocotla ligger nere i en dal. Runt Xoxocotla är det ganska tätbefolkat, med 83 invånare per kvadratkilometer. Närmaste större samhälle är Ciudad Mendoza, 18,0 km norr om Xoxocotla. I omgivningarna runt Xoxocotla växer i huvudsak blandskog.